# Varg (együttes)
A Varg nevű német együttes 2005-ben alakult meg Coburgban. Több műfajban is játszanak: főleg pagan és viking metalt játszanak, de jelen vannak a melodikus death metal és metalcore műfajokban is.
A koncertjeiken kifestve lépnek fel, a látvány kedvéért. A zenekar tagjai elmondták, hogy a Varg nevet a norvég mitológiában található "vargr" (magyarul farkas) szóról kapták, és semmi közük Varg Vikerneshez, a Burzum tagjához. Csak német nyelven énekelnek.

## Diszkográfia
Stúdióalbumok
- Wolfszeit (2007)
- Schildfront (2008)
- Blutaar (2010)
- Wolfskult (2011)
- Guten Tag (2012)
- Die Ende aller Lügen (2016)
- Wolfszeit II (2019)